# 拘束
拘束（こうそく）とは、社会及び人間の生活の各場面でさまざまな意味で用いられる言葉であるが、一般的に自由に対する何らかの制約のことを言う。

## 拘束
拘束とは、基本的に2つの意味合いに分かれる。1つ目は、逮捕や監禁・身体拘束などに代表される捕らえて、行動の自由を奪う意味と、法的拘束力や仕事における拘束と言った、行動や判断の自由を制限することの意味で分かれる（三省堂『大辞林』第二版」）。
前者・後者についてはさまざまな意味があるが、前者については特に犯罪者、捕虜、人質、介護が必要な人間等を、手錠や縄などの拘束具等を用いて拘束する事を指す事が多い（俗に言う逮捕、身柄の確保もこの意味である）。稀な例になると、BDSMと言った性的嗜好の拘束プレイと言う意味も当て嵌まる。
後者については、行動の抑制、即ち法律・仕事などにおける制約・義務・慣習と言う概念の事を指す事が多い。